# Kramerspitz
Le Kramerspitz est un sommet des Alpes, à 1 985 m d'altitude, dans les Alpes d'Ammergau, en Allemagne (Bavière).